# 헤이와도오리역
헤이와도오리역(일본어: 平和通駅)은 일본 후쿠오카현 기타큐슈시 고쿠라기타구에 위치한 기타큐슈 고속철도 고쿠라 선의 철도역이다. 섬식 승강장 1면 2선의 구조를 갖춘 고가역이다.

## 이용 현황
- 2011년 이용 기준 : 6,096명.

## 역 주변
- 단가 시장
- 니시닛폰 신문 기타큐슈 지사
- 마이니치 신문 서부 본사
- 기타큐슈 은행 본점

## 역사
- 1985년 1월 9일 : (초대) 고쿠라 역으로서 개업.
- 1998년 4월 1일 : JR 고쿠라 역 빌딩 내로 노선을 연장했기 때문에 헤이와도오리역으로 개칭.

## 인접 역
| 기타큐슈 고속철도 고쿠라 선 | 기타큐슈 고속철도 고쿠라 선   | 기타큐슈 고속철도 고쿠라 선 |
| --------------------------- | ----------------------------- | --------------------------- |
| 고쿠라 고쿠라 방면          | ■ 기타큐슈 고속철도 고쿠라 선 | 단가 기쿠가오카 방면        |